# Treviolo
Treviolo [tɾeˈvjɔːlo] (Treviöl [tɾɛˈvjøl] in dialetto bergamasco) è un comune italiano di 10 952 abitanti della provincia di Bergamo in Lombardia.
Situato nell'hinterland di Bergamo, dista circa 6 chilometri a ovest dal centro del capoluogo orobico ed è suddiviso in 4 frazioni: quella appunto di Treviolo, Albegno, Curnasco e Roncola. La più popolata e vicina a Bergamo è quella di Curnasco, che conta ben 3 718 abitanti.

## Storia
Il comune di Treviolo, situato ad ovest di Bergamo, con il quale crea quasi una sorta di insediamento abitativo ininterrotto, si compone di ben quattro nuclei abitati, anch'essi ormai fusi tra loro senza soluzione di continuità: il capoluogo Treviolo e le frazioni Albegno, Curnasco e Roncola.
I primi insediamenti umani presenti sul territorio dovrebbero essere quelli di alcune tribù dei Liguri, come si evince dal toponimo Curnasco, dove la desinenza -asco risulta essere elemento caratteristico di quelle popolazioni.
Successivamente il territorio venne interessato dagli stanziamenti di gruppi di Galli Cenomani, i quali diedero origine al nucleo del capoluogo Treviolo, che da essi trae il suo significato etimologico: la radice celtica TREV infatti indica un villaggio. Menzionato in età medievale con il nome Trevilio, si vide aggiungere successivamente il suffisso -ol probabilmente per distinguerlo, con una forma diminutiva, dal paese di Treviglio.
Fu con l'epoca romana che il nucleo abitativo ebbe un notevole sviluppo, situazione a cui è stato possibile risalire grazie ai numerosi reperti rinvenuti sul territorio, tra cui resti di costruzioni, monete, ma anche resti di sepolture. Vista la vicinanza con Bergamo si è portati a pensare che questi fossero accampamenti considerati luoghi di avvistamento nonché avamposti difensivi della città stessa.
Al termine della dominazione romana si pensa che Treviolo, Albegno e Curnasco abbiano attraversato una fase di spopolamento, terminata con l'arrivo dei Longobardi, i quali istituirono un fundo Curnasco, citato in documenti dell'anno 774.
Di poco successivi, precisamente dell'871, sono gli atti in cui si menziona Albineas (poi traslato, già dal 964 in Albigna), mentre Trevilio appare in carte risalenti al 910 (soltanto nel 1174 apparirà come Triviliolo).
Erano gli anni in cui l'intera zona era stata assoggettata al dominio del Sacro Romano Impero, i cui reggenti istituirono il feudalesimo.
Questi affidarono al vescovo di Bergamo i territori di Treviolo già nel XII secolo, ma la loro posizione di vicinanza al capoluogo orobico li rese particolarmente ambiti dalle fazioni guelfe e ghibelline, che miravano ad assumerne il controllo.
Numerose furono le devastazioni territoriali, alle quali si cercò di porre fine con la costruzione, nel XIII secolo, di un imponente castello nella frazione di Albegno, ai tempi separata amministrativamente sia da Treviolo che da Curnasco: in quel contesto la zona venne occupata dalla famiglia Suardi, di schieramento ghibellino, che diede grande importanza strategica al borgo.
Gli scontri raggiunsero l'apice nel corso dell'anno 1405, quando Treviolo fu sottoposto ad un violento attacco perpetrato dalla famiglia guelfa dei Colleoni di Trezzo sull'Adda, che distrussero edifici ed uccisero numerosi abitanti schierati con la fazione a loro avversa.
La situazione ritornò alla normalità soltanto all'inizio del XV secolo, quando irruppe la Repubblica di Venezia che, grazie ad una serie di interventi mirati, riuscì a ristabilire un equilibrio sociale ponendo fine alle lotte ed a risollevare l'economia, favorendo lo sviluppo agricolo. Questo nonostante i terreni non fossero particolarmente fertili, a causa della loro natura alluvionale e ghiaiosa, a cui si pose rimedio creando una serie di piccoli canali irrigui.
A seguito di questo cominciò a svilupparsi anche la frazione Roncola, situata sulle rive del fiume Brembo, il cui toponimo dovrebbe derivare, al pari dell'omonimo comune poco distante, dalla parola latina roncus (significante "poggio"), poi traslato in runcula, che indicherebbe appunto un agglomerato urbano posto in prossimità di un poggio o di un terrazzamento, in questo caso sul fiume Brembo.
I secoli successivi videro l'arrivo della dominazione francese al termine del XVIII secolo, a cui poi subentrarono nel 1815 gli austriaci, per poi passare definitivamente al Regno d'Italia nel 1859, senza che nel paese avvenissero episodi di rilevanza politica.
Soltanto nel 1927 il comune assunse le attuali dimensioni, quando a Treviolo vennero accorpate le altre frazioni. Tuttavia Curnasco, nella seconda metà del XX secolo cercò più volte di riottenere l'autonomia amministrativa, però, senza riuscirci.

### Simboli
L'attuale stemma di Treviolo non ha ancora ottenuto formale decreto di concessione. In esso sono sintetizzati i riferimenti dell'attuale comunità, composta da Treviolo, Albegno, Curnasco e Roncola. Il castello con torre sormontato da merli alla ghibellina su sfondo rosso corrisponde al castello dei Solza, simbolo di Treviolo; i riquadri superiori sono associati alle frazioni, in particolare per Albegno vi è l'incudine e il martello data la presenza dei maer, cioè i fabbri che gestivano le seriole, e per Curnasco il fascio di spighe come testimonianza dell'importanza di quella zona come fondo agricolo legato alle presenze dei monaci che ne gestivano i prodotti.
Il colore azzurro rappresenta la nobiltà del lavoro manuale e il giallo è un riferimento all'immagine del territorio coltivato. All'azzurro può venire anche accostata l'acqua come ricchezza locale sia per le irrigazioni sia per il funzionamento degli opifici.
Nel 1998 il consiglio comunale ha attribuito, sotto la rappresentazione del castello, tre onde blu per rappresentare la Comunità della Roncola la quale si trova in prossimità del fiume Brembo.
Il gonfalone è un drappo di azzurro.

## Monumenti e luoghi d'interesse
Il luogo di maggior rilevanza è il castello di Treviolo, risalente al periodo medievale, esistente già nell'XI secolo e menzionato tra i castelli di quel periodo posti a difesa della città di Bergamo. Le vestigia di tale edificio si trovano sulla piazza principale del paese. 
Distrutto dai Colleoni di Trezzo con il pretesto della guerra fratricida tra guelfi e ghibellini, ma solo ed esclusivamente per mire espansionistiche e di possesso del territorio, dopo la pace di Ferrara ritorna di proprietà dei nobili Solza, la famiglia che dal 1300 circa ne è rimasta proprietaria fino all'inizio del XIX secolo.
Attualmente si possono ancora ammirare la torre e l'ingresso, nonché parte della cinta muraria.

In ambito religioso il luogo più importante è la chiesa parrocchiale di San Giorgio Martire: risalente al XVII secolo, presenta al proprio interno parecchi affreschi di buon pregio, tra i quali spiccano quelli di Vincenzo Angelo Orelli e la sua bottega, che nel paese hanno lavorato per circa 20 anni. Si trovano inoltre una tela del Gaffuri, pittore del 1592, raffigurante il santo patrono Giorgio, dono dei Solza alla chiesa parrocchiale, oltre a una tela attribuita al Cavagna sempre dello stesso periodo ed alcuni reperti provenienti dalla primitiva chiesa parrocchiale di epoca medievale.

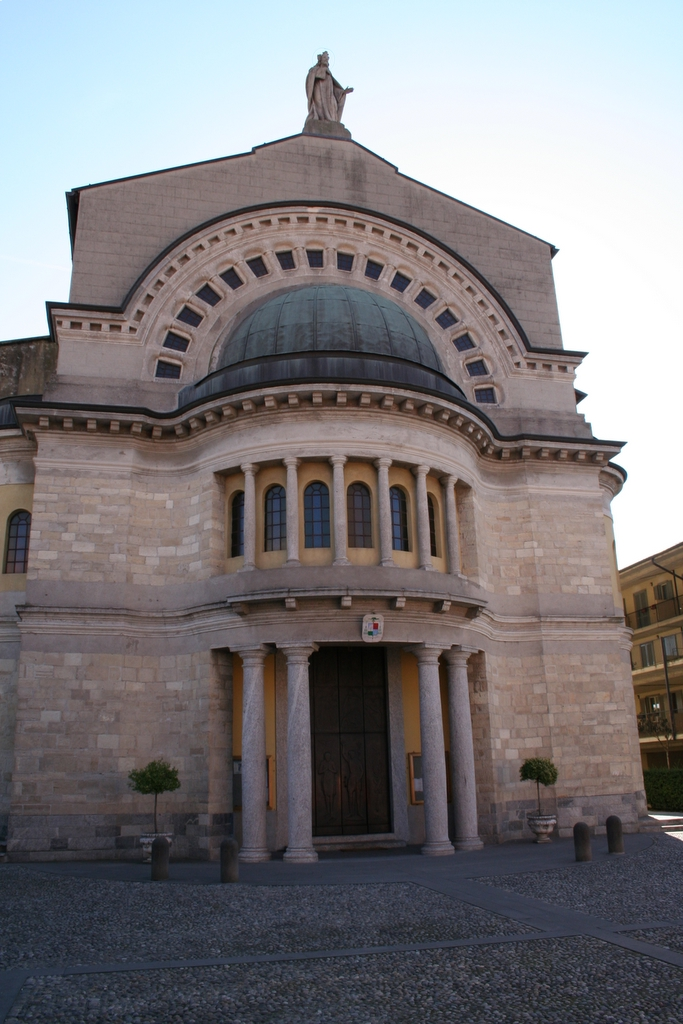
Chiesa di Albegno di Treviolo.

Accanto alla chiesa sorge la Casa Canonica, edificio del XVIII secolo completamente affrescato sempre dagli Orelli, restaurata nel 2003.
Altri edifici presenti nel capoluogo sono la cappellania Viganoni, la villa Galletti-Pesenti e la villa Zanchi.
Nella frazione di Albegno si trova la chiesa parrocchiale di San Giovanni Battista che, edificata nel 1930, possiede dipinti risalenti al XVI ed al XVII secolo, nonché sculture, tarsie e statue di grande impatto. Poco distante si trova la villa Frizzoni-Micheletti-Casarotto, risalente al XVII secolo, che ben risalta tra gli edifici circostanti.
Nella frazione Curnasco è situata la chiesa dei Santi Nazario e Celso, costruita nel XVI secolo, ma ristrutturata in modo sostanziale nei secoli successivi. Della struttura originale rimangono numerosi affreschi e stucchi che fanno compagnia a statue e tele di epoche successive. In zona si trova anche la cinquecentesca cascina Colombo, tipico esempio di struttura rurale, al cui interno si trova ancora una macina.
Infine nella frazione di Roncola si trovano la chiesa del Sacro cuore, edificata nel 1922 e la chiesetta di Santa Maria nascente, attigua alla Villa Volpi, edificata dall'omonima famiglia con forme fastose.
In ambito naturalistico è da sottolineare la presenza della Roggia Serio Grande, che inizialmente delimita il territorio comunale di Treviolo con quello di Curno, passando tra i prati poco distanti dall'abitato di Curnasco nei quali si trova anche la chiesa di San Zenone, per poi diramarsi in due tronchi minori presso Albegno e dirigersi verso la pianura bergamasca dove viene fatta oggetto di prelievo a fini irrigui.

## Società

### Evoluzione demografica
Abitanti censiti

## Cultura

### Biblioteche
La biblioteca comunale è intitolata a Lanfranco da Albegno (secolo XIV), un letterato autore di un glossario latino-bergamasco.

### Eventi teatrali
Sul comune di Treviolo si svolgono ogni anno, dal 1996, due rassegne teatrali: Frescofresco, dedicata ai bambini nel periodo autunnale, e Calderone, per il pubblico adulto, in spazi all'aperto nel mese di luglio.
Esse sono state ideate dirette artisticamente dalla locale compagnia Gruppo Teatro Fragile, che ne ha mantenuto la direzione fino al 2014.
Grazie al supporto finanziario e logistico dell'amministrazione comunale, le due rassegne offrono una dozzina di spettacoli di generi vari a ingresso gratuito, ospitando sia compagnie locali, sia nomi di rilevanza nazionale e internazionale.

### Festival
Ogni estate viene organizzato dall'amministrazione comunale il Festival Treviva, evento culturale-musicale la cui portata richiama artisti di fama internazionale e non. Durante l'edizione del 2022, la prima dopo la lunga assenza forzata a causa della pandemia di COVID-19 in Europa, si registrò il record di presenze al festival: 30 000 persone radunate in Piazza Monsignor Benedetti per ascoltare il concerto di Gabry Ponte.

## Amministrazione

### Gemellaggi
- Łęczna[senza fonte]
- Borgo a Mozzano[senza fonte]

## Sport
Squadre di calcio: G.S. Curnasco, Giovanile Trealbe, U.S. Roncola.
Squadra di pallacanestro: Treviolo Basket

### Eventi sportivi
Il 6 gennaio di ogni anno si disputa presso il parco Callioni (frazione Roncola di Treviolo) la Maratona sul Brembo, gara ufficiale FIDAL sulla distanza regolamentare di 42,195 metri.
La gara è organizzata dal gruppo sportivo ASD Runners Bergamo.